# Sylvanit
Sylvanit är ett stålgrått till silvervitt mineral, som är en guld- och silverhaltig tellurid (Au,Ag)2Te4. Halten guld och silver finns i växlande förhållanden. Analyser visar omkring 25 % guld och 13 % silver, men även guldrikare varianter kan förekomma.
Mineralets benämning är kopplat till dess förekomst i Transsylvanien.

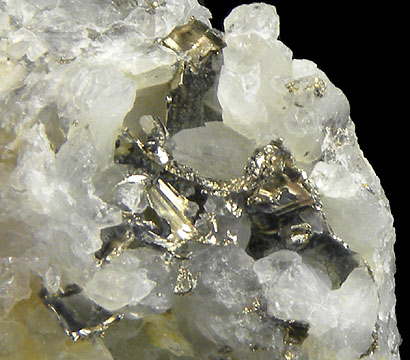
Glänsande sylvanit inbäddad i kvarts

## Förekomst
Fyndigheter är kända i Transsylvanien (tidigare känd under det tyska namnet Siebenbürgen) i Rumänien, västra Australien, Kanada, Colorado och Kalifornien. I Sverige har sylvanit hittats i mikroskopisk form i Glava syd i Värmland.

## Användning
Sylanit kommer till användning för utvinning av guld och tellur.